# Monts Djougdjour
Les monts Djougdjour (d'un mot signifiant « ballon » en langue évène) sont un massif de montagnes de l'Extrême-orient de la Sibérie qui surplombe toute la côte nord-ouest de la mer d'Okhotsk. Il se détache à l'ouest des monts Stanovoï et s'étend vers le nord-est sur près de 700 kilomètres avant de se diviser en trois chaînes : les monts Tchersky, les monts de Verkhoïansk et les monts de Gaïdan. Ces montagnes sont pratiquement désertes, exception faite des exploitations de mine d'or apparues dans les années 1920.

## Géologie
La chaîne s'est formée à partir d'un pli asymétrique. La moitié sud-ouest est composée de gneiss et de granite du Précambrien, tandis que le nord-est comporte de la shale et des craies du Mésozoïque, se superposant à des roches ignées du Crétacé et du Paléocène.

## Écologie et climat
Le versant maritime est couvert de pins nains de Sibérie et de mélèzes. Une partie de la chaîne, rattachée à l'écorégion de taïga de Sibérie orientale, comporte des bosquets d'épinette de Hondo jusqu'à 1 300 m d'altitude.
Le climat froid et humide du massif est caractérisé par des été pluvieux et des hivers rigoureux.